# Гранипор
Гранипор — промышленное взрывчатое вещество, предназначенное для ведения взрывных работ на открытых разработках в обводнённых скважинах с применением ручного заряжания. Производится на основе устаревших марок баллиститных порохов, размер частиц от 5 до 20 мм. Гарнипор выпускается в непатронированном виде, упаковывается в мешки массой не более 40 кг.

## Состав и обозначения
Наиболее распространёнными марками являются:
| Марка       | Нитроцеллюлоза, % | Аммиачная селитра, % | Пластификаторы, % | Добавки, % | Влага (не более), % |  |
| ----------- | ----------------- | -------------------- | ----------------- | ---------- | ------------------- |  |
| Гранипор Б1 | 55-60             | -                    | 30-40             | 3-6        | 3                   |  |
| Гранипор Б2 | 55-63             | -                    | 30-40             | 3-5        | 3                   |  |
| Гранипор Б3 | 57-60             | -                    | 39-41             | 1-3        | 2                   |  |
| Гранипор ВС | 28-45             | 20-50                | 13-30             | 1,2-2,5    | 4                   |  |